# Howard Arthur Allen
Howard Arthur Allen (født 10. februar 1949, død 5. juni 2020) var en afroamerikansk seriemorder, røver og pyroman fra Indianapolis, Indiana, USA. Han menes at være ansvarlig for tre ældre menneskers død såvel som dusinvis overfald, indbrud og brandstiftelser.

## Forbrydelserne
I august 1974 lavede han et overfald med døden til følge på Opal Cooper, der bliver tævet ihjel i en alder af 85 år i sit hjem under et røveri. Howard Arthur Allen blev idømt fængsel for dette på minimum 2 år og maksimum 21 år for manddrab. Han blev løsladt i januar 1985 efter 11 år bag tremmer. 
Den 18. maj 1987 slog Howard Arthur Allen en 73-årig kvinde ned i sit hjem. Kvinden overlevede overfaldet. 
Den 20. maj 1987 overfaldt han Laverne Hale på 87 år, hvilket resulterede i hendes død ni dage senere. 
Den 2. juni 1987 forsøgte han at overfalde en ældre mand blot fem blokke væk fra Laverne Hales hjem. Denne gang var beboerne heldigvis ikke hjemme og i vrede over dette satte Howard Arthur Allen ild til huset. 
Den 14. juli 1987 dræbte Howard Arthur Allen den ældre kvinde Ernestine Griffen på 73 år med en ti-tommers slagterkniv. Han slog ydermere Ernestine Griffens hoved flere gange med en brødrister. Han stjal under dette overfald et kamera og 15 amerikansk dollars. Han blev anholdt senere samme dag.
Den 4. august 1987 anholdes Howard Arthur Allen, da han er mistænkt for flere lovbrud. Vidner knyttede ham til 18 angreb. Han blev bl.a. anklaget for overfald, indbrud og ulovlig indespærring. Han blev også anklaget for brandstiftelse samt mordet på Ernestine Griffin. Han var endvidere mistænkt i 11 andre sager, der hver involverede røveri eller overfald på ældre ofre i deres hjem rundt omkring i Indianapolis. 
I foråret 1988 blev Howard Arthur Allen idømt 88 års fængsel for indbrud og overfald, heriblandt overfaldet den 18. maj 1987. 
Den 11. juni 1988 blev Howard Arthur Allen dømt til døden ved dødbringende indsprøjtning for mordet på Ernestine Griffin. 
Den 30. august 1988 blev Allen blev placeret på dødsgangen. 
Han døde af naturlige årsager den 5. juni 2020.